# Mahmoud Ahmadinejad
Mahmoud Ahmadinejad (Perzisch: محمود احمدی‌نژاد) (Aradan bij Garmsar, 28 oktober 1956) is een Iraans politicus die van 3 augustus 2005 tot 3 augustus 2013 president van Iran was. Hij wordt gezien als een religieus-conservatief politicus, die een economisch en sociaal links programma van herverdeling van de welvaart nastreefde.
Zijn aanhang bevindt zich voor een belangrijk deel op het Iraanse platteland, bij de onderklasse en lagere middenklasse en in kleine en middelgrote provinciesteden van Iran. De Iraanse presidentsverkiezingen 2009 verliepen in de grote steden onrustig en met grootschalige groene revolutie-protesten tegen de electorale overwinning van Ahmadinejad.

## Levensloop
De vader van Ahmadinejad was smid. Het gezin verhuisde vanuit zijn geboorteplaats naar de hoofdstad Teheran toen hij een jaar oud was. In deze periode veranderde de vader van Ahmadinejad ook de naam van het gezin. Over de oorspronkelijke naam van het gezin Ahmadinejad bestaat geen zekerheid. Volgens Ahmadinejads biograaf Kasra Naji was hun oorspronkelijke naam 'Sabaghian', dat 'verf-meester' (van kleren) betekent in het Perzisch. Volgens een artikel in de Engelse krant The Daily Telegraph dat op 3 oktober 2009 gepubliceerd werd, was de oorspronkelijke naam van het gezin echter 'Sabourjian'. Sabourjian is een Joodse naam, die "wever van de sabour'" (de joodse gebedssjaal in het Perzisch) zou betekenen. Die achternaam zou er daarmee op duiden dat Ahmadinejad van Joodse afkomst zou zijn. Dit is vervolgens weer door een ander artikel op 5 oktober 2009, in de Britse krant The Guardian, weerlegd.
In 1976 begon hij met een studie civiele techniek aan de Iraanse Universiteit van Wetenschap en Technologie in Teheran.

### Studententijd en overige
Tijdens de jaren van de Iraanse Revolutie (1979-1980) was Ahmadinejad de hoofdvertegenwoordiger van zijn universiteit die studentenbijeenkomsten bijwoonde onder ayatollah Khomeini. Bij deze studentenbeweging werd onder andere gepraat over voorbereidingen om de Amerikaanse ambassade te overvallen en de mensen aldaar te gijzelen, wat later ook geschiedde. Op 30 juni 2005 werd bekend dat enkele Amerikanen, die bij de bezetting van de Amerikaanse ambassade in Iran in 1979 meer dan een jaar gegijzeld werden, hem menen te herkennen als een van de leiders van die bezetting. Ook de bekende BBC-journalist John Simpson schreef dat hij hem herkende. Ahmadinejad en enkele andere Iraanse leiders gaven echter aan dat Ahmadinejad niet bij de gijzeling betrokken zou zijn geweest.
In 1989 zou Ahmadinejad opdracht gegeven hebben tot moord op een in Wenen verblijvende Iraanse Koerdenleider, iets wat de Iraanse overheid ontkent.
Tijdens de Irak-Iranoorlog diende Ahmadinejad in het Iraanse leger en de Iraanse Revolutionaire Garde. Hij voerde onder andere acties uit in Kirkoek, Irak. Hierna werd hij hoofdingenieur van het Iraanse zesde leger.
In 1986 ging hij opnieuw naar de universiteit om zijn Master of Science te halen. Hij vervolgde dit met een promotie aan dezelfde universiteit over verkeerskunde, alwaar hij ook doceerde.

### Politiek
Van 1993 tot 1997 diende hij als gouverneur van de provincie Ardebil.
In 2003 werd hij verkozen tot burgemeester van Teheran. Tijdens zijn burgemeesterschap voerde hij een conservatieve politiek.

#### President
In juni 2005 werd hij gekozen tot opvolger van Mohammad Khatami in de negende presidentiële verkiezingen van Iran, waarin hij het opnam tegen zes andere kandidaten, waaronder de als corrupt bekendstaande oud-president Hashemi Rafsanjani. In de tweede ronde op 24 juni kreeg hij meer dan 60% van de stemmen. Op 3 augustus werd hij als president ingewijd.
Zijn kabinet bestond voor twee derde uit oud-leden van de Pasdaran, de Iraanse Revolutionaire Garde, en aan de beperkte vrijheden onder Khatami bleef weinig over. Maar een poging van Ahmadinejad om de huwelijkswetgeving zo te hervormen dat een gehuwde man een nieuw huwelijk kon sluiten zonder zijn eerste echtgenote om toestemming te vragen riep zoveel weerstand op, dat het parlement dit artikel uit het ontwerp schrapte.
Op 12 juni 2009 werd Ahmadinejad opnieuw tot president verkozen. De verkiezingen, die hem volgens de officiële cijfers 62,6% van de stemmen hadden opgeleverd, waren echter zeer omstreden. Aanhangers van de belangrijkste rivaal van Ahmadinejad, Mir-Hossein Mousavi, beschuldigden de zittende president van grootschalige stembusfraude. Mousavi legde zich niet bij de uitslag neer en eiste een hertelling. In de dagen na de verkiezing gingen honderdduizenden mensen in heel Iran de straat op om te protesteren tegen de gang van zaken bij de herverkiezing. Sommige van deze protesten werden hardhandig onderdrukt, waarbij ook doden vielen.
Op 12 april 2017 kondigde Ahmadinejad aan dat hij zich kandidaat wilde stellen voor een derde ambtstermijn bij de presidentsverkiezingen van 2017, tegen de bezwaren van Opperste Leider Khamenei in. Zijn kandidatuur werd afgewezen door de Raad der Hoeders. Tijdens de protesten in Iran van 2017–2018 uitte Ahmadinejad kritiek op de toenmalige regering van Iran. Hij deed een tweede poging om zich kandidaat te stellen voor de presidentsverkiezingen van 2021, maar werd opnieuw afgewezen door de Raad der Hoeders. Hij schreef zich ook in als kandidaat voor de Iraanse presidentsverkiezingen van 2024, maar werd opnieuw afgewezen

## Politieke inslag
Ahmadinejad wordt gezien als een van de ultraconservatieven in Iran. Hij is een strikte volgeling van religieus leider ayatollah Ali Khamenei en heeft als ideaal Iran terug te brengen naar de beginselen van de Iraanse Revolutie van 1979. Volgens analisten zijn het vooral de armere, religieuze bevolkingsgroepen die op Ahmadinejad gestemd hebben.
Als burgemeester van Teheran voerde hij onder andere gescheiden liften voor mannen en vrouwen in, droeg hij mannelijke ambtenaren op een (stoppel-)baard te dragen en in lange mouwen op hun werk te komen en verbood hij billboards met de beeltenis van de Britse voetballer David Beckham. Hij stond echter vrouwen wel wederom toe, sportwedstrijden in stadions bij te wonen.
Daarnaast voert hij een politieke agenda die de corruptie moet bestrijden en de rijkdommen van het land eerlijker moet verdelen. Ahmadinejad verklaarde meermaals tegenstander van het kapitalisme te zijn. Ook is hij een voorstander van verdere ontwikkeling van de nucleaire technologie in zijn land.

### Uitlatingen over Palestina, Israël en Holocaust
Op 26 oktober 2005 kwam Ahmadinejad in het nieuws door zijn verwijzing naar een uitspraak van de overleden ayatollah Khomeini die heeft gezegd dat "the regime occupying Jerusalem must vanish from the page of time". Ahmadinejad maakte hierbij een vergelijking naar het zonder geweld verdwijnen van het apartheidsregime van Zuid-Afrika en de voormalige Sovjet-Unie. Sommige media vertaalden dit naar de betekenis dat "Israël van de kaart geveegd moet worden". Hierdoor ontstond bij veel mensen in het Westen en in Israël de indruk dat Iran een voorstander was van een aanval op Israël, en dus verontrusting. Ahmadinejad ontkende dit ten stelligste en zei dat Iran geen enkel land, inclusief Israël, zal aanvallen. Hij beschuldigde het Israëlische regime van discriminatie en onderdrukking van de Palestijnen. De Iraanse president stelde voor een volksraadpleging te houden waarbij Joden, christenen en Palestijnen zelf mogen beslissen in wat voor soort land zij willen leven.
Ook zei Ahmadinejad dat de Israëlische terugtrekking uit de Gazastrook gezien moet worden als "pure misleiding om het imago van Israël in de islamitische wereld te verbeteren". Op 8 december 2005 stelde Ahmadinejad in een toespraak, dat een Joodse staat maar op Duits of Oostenrijks grondgebied zou moeten worden gesticht omdat Europa alleen maar Israël zou steunen uit schuldgevoel voor de Holocaust en de Palestijnen niets met het leed van de Joden in de Tweede Wereldoorlog te maken hebben.
Op 14 december 2005 maakte Ahmadinejad in een speech een opmerking over de Holocaust, waarin hij het woord 'mythe' gebruikte. Deze speech en vooral die opmerking, waarvan trouwens diverse Engelse vertalingen in omloop zijn, wekten bij sommigen de indruk dat Ahmadinejad de Holocaust had ontkend. De meeste Engelse vertalingen zijn echter ook anders te interpreteren, namelijk dat Ahmadinejad niet de Holocaust ontkende, maar het onrechtvaardig vindt dat ‘de Europese landen die de Holocaust uitgevoerd hebben, vervolgens een illegaal zionistisch regime vestigden in Palestina’. Er ontstond in de westerse wereld een fel debat over die veronderstelde Holocaust-ontkenning. Op de kritiek van Ahmadinejad op het (veronderstelde) verband tussen Holocaust en het ontstaan van de staat Israël, werd in het Westen nauwelijks gereageerd.
Ahmadinejad organiseerde eind 2006 een congres annex tentoonstelling waarin spotprenten over Joden en met name de Holocaust werden vertoond en waarbij tevens vanuit de gehele wereld vertegenwoordigers van het revisionisme en de Holocaustontkenning werden ontvangen. Ook dit wekte weer beroering in de Verenigde Staten, de Europese Unie en, niet in de laatste plaats, Israël.

### Ahmadinejad in New York
In september 2007 reisde Ahmadinejad naar de Amerikaanse stad New York om de Algemene Vergadering van de Verenigde Naties toe te spreken. Voordat hij daar sprak gaf hij ook een lezing aan de Columbia-universiteit. Vlak voor zijn vertrek uit New York maakte Ahmadinejad bekend dat hij de lezing interessant en leerzaam vond. Tevens nodigde hij de Amerikaanse president Bush uit voor een staatsbezoek aan Iran. Dit is opmerkelijk omdat beide landen officieel al decennialang geen diplomatieke relaties onderhouden. Ook zei hij dat Bush ook aan een Iraanse universiteit zou mogen spreken. Een opmerkelijk moment tijdens de lezing op de universiteit was toen Ahmadinejad gevraagd werd naar zijn mening over homo's in Iran. Bekend is immers dat homo's in Iran worden opgehangen indien betrapt. Ahmadinejad vindt homoseksualiteit in strijd met de Koran, maar stelde er in Iran geen last van te hebben. "Want", zo zei Ahmadinejad, "in Iran zijn geen homo's". Deze uitspraak haalde wereldwijd de pers.

### Ahmadinejad in Genève

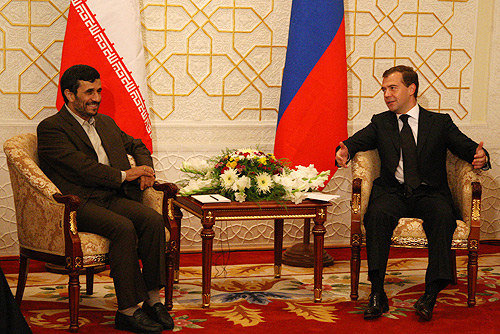
Ahmadinejad tijdens een onderhoud met Dimitri Medvedev, president van de Russische Federatie.

In april 2009 baarde Ahmadinejad opzien bij de Internationale Antiracisme-conferentie te Genève, waar hij in het Palais des Nations, het oude hoofdkwartier van de Volkenbond, een felle anti-Israël-speech hield, waarop een aantal aanwezige westerse diplomaten demonstratief de zaal verliet.

### Ahmadinejad over de aanslagen van 11 september 2001
Tijdens een bijeenkomst met technici en officieren van de Iraanse geheime dienst op 6 maart 2010, verklaarde Ahmadinejad dat de aanslagen op 11 september 2001 te New York een vooraf opgezette 'complexe operatie' van geheime diensten (onder andere die van de Verenigde Staten en 'de zionistische entiteit') zouden zijn geweest. De aanslagen zouden niet het zelfstandige werk van Al Qaida zijn, maar met medeweten van hoge Amerikaanse regeringskringen zijn uitgevoerd, om zodoende een imperialistische wereldwijde strijd tegen terrorisme in Afghanistan en Irak te rechtvaardigen. Net als met de bewijsvoering voor de Holocaust, zou het onderzoek naar de aanslagen belemmerd zijn, en zouden vervalste onderzoeksresultaten zijn gepubliceerd door de westerse autoriteiten. Volgens de Global Times van de Volksrepubliek China wilde Ahmadinejad zich met zijn uitspraken aansluiten bij 'de 42% van de Amerikaanse bevolking' die eveneens geloven in complottheorieën over de aanslagen.
Tegen de wens van geestelijk leider ayatollah Ali Khamenei stelde Ahmedinejad zich in 2017 opnieuw kandidaat voor het presidentschap. Hij werd evenwel niet geaccepteerd door de Raad van Hoeders, die elke kandidatuur moet goedkeuren.